# Форнелуш (Фафе)
Форнелуш (порт. Fornelos; МФА: [fuɾ.ˈne.ɫuʃ]) — парафія в Португалії, у муніципалітеті Фафе. Розташована в північно-західній частині країни, на теренах історичної португальської провінції Дору-Міню. Входить до складу округу Брага. За адміністративним поділом, чинним до 1976 року, терени парафії були складовою провінції Міню. Належить до Бразької архідіоцезії Католицької церкви. Патрон — Колумба Кордовська. Площа — 2,4466 км². Населення — 1374 ос. (2011). Середньо урбанізований регіон. Густота населення — 561,6 осіб/км²
. Код — 030712.

## Населення
| Кількість мешканців | Кількість мешканців | Кількість мешканців | Кількість мешканців | Кількість мешканців | Кількість мешканців | Кількість мешканців | Кількість мешканців | Кількість мешканців | Кількість мешканців | Кількість мешканців | Кількість мешканців | Кількість мешканців | Кількість мешканців | Кількість мешканців |
| ------------------- | ------------------- | ------------------- | ------------------- | ------------------- | ------------------- | ------------------- | ------------------- | ------------------- | ------------------- | ------------------- | ------------------- | ------------------- | ------------------- | ------------------- |
| 1864                | 1878                | 1890                | 1900                | 1911                | 1920                | 1930                | 1940                | 1950                | 1960                | 1970                | 1981                | 1991                | 2001                | 2011                |
| 450                 | 448                 | 490                 | 512                 | 592                 | 582                 | 630                 | 753                 | 932                 | 1 042               | 1 178               | 1 174               | 1 282               | 1 430               | 1 374               |